# Wolfskardinaalbaars
De wolfskardinaalbaars (Cheilodipterus artus) is een  straalvinnige vissensoort uit de familie van kardinaalbaarzen (Apogonidae). De wetenschappelijke naam van de soort is voor het eerst geldig gepubliceerd in 1961 door Smith.